# Пиер Нора
Пиер Нора (на френски: Pierre Nora) е френски историк, представител на Школата „Анали“, член на Френската академия (2001). Известен с изследванията си върху френската идентичност и паметта. Брат на финансиста Симон Нора.

## Биография

### Произход и образование
Роден е на 17 ноември 1931 година в Париж, Франция. През 50-те години на ХХ век взима двугодишен бакалауреат след матура (на френски: khâgne) в лицея „Луи Велики“ (на френски: Lycée Louis-Le-Grand), но противно на съществуващата легенда – не е приет в Екол нормал (на френски: École Normale Supérieure).

### Кариера

#### Преподавателска кариера
Приет от Agrégation d'Histoire (френският конкурс за учители в средните училища) през 1958 г., той учителства в Lycée Lamoricière d'Oran в Алжир до 1960 г. Издава книга за това през 1961, публикувана под заглавието „Французите в Алжир“ (на френски: Les Français d'Algérie).
Между 1961 и 1963 г. е стипендиант на фондация „Тиер“. Между 1965 и 1977 е първи асистент, а след това лектор в Института за политически изследвания в Париж. От 1977 г. е директор на изследователска програма във Висшето училище по социални науки (École des hautes études en sciences sociales) в Париж.

#### Работа като редактор
Същевременно Нора прави успешна кариера в книгоиздаването. Постъпва в издателство „Жулиар“ през 1964 г., когато създава поредицата с меки корици „Архиви“. През 1965 се присъединява към издателство „Галимар“: издателската къща, която вече има добър пазарен дял в полето на художествената литература, иска да разработи сектора социални науки. Пиер Нора реализира тази мисия чрез създаването на две важни поредици – „Библиотека на социалните науки“ през 1966 и „Библиотека на историите“ през 1970, както и колекция „Свидетели“ през 1967 г.
В издателство „Галимар“ Нора успява да уговори публикуването в поредиците, които ръководи, на важни произведения, които обикновено представляват крайъгълни камъни в областта на съответните научни изследвания. По-специално това са:
- В „Библиотека на социалните науки“ – Реймон Арон („Етапи от развитието на социологическата мисъл“, 1967), Жорж Дюмезил („Мит и епопея“, 1968 – 1973), Марсел Гоше („Разомагьосването на света“, 1985), Клод Лефор („Форми на историята“, 1978), Анри Мендрас („Втората френска революция“, 1988), Мишел Фуко („Думите и нещата“, 1966, и „Археология на знанието“, 1969).
- В „Библиотека на историите“ – Франсоа Фюре („Мислейки Френската революция“, 1978), Еманюел Льо Роа Ладюри („Монтайю“, 1975, най-големият бестселър в поредицата със 145 хиляди продадени екземпляра), Мишел дьо Серто („Писане на историята“, 1975), Жорж Дюби („Времето на катедралите“, 1976), Жак льо Гоф („Свети Луи“, 1997), Жан-Пиер Вернан („Индивидът, смъртта, любовта“, 1989), Морис Агульон („Скитащата история“, 1988 – 1996), Мишел Фуко („История на лудостта в класическата епоха“, 1972, „Надзор и наказание“, 1975 г., и „История на сексуалността“, 1976 – 1984).
- Чуждестранни изследователи, които той въвежда във Франция, като Ернст Канторовиц („Двете тела на краля“, 1959, публикуван през 1989), Томас Нипърди („Размисли върху германската история“, 1983 – 1992, през 1992), Карл Полани („Великата трансформация“, 1944, през 1983).

Тази важна роля дава на Нора определено влияние във френското книгоиздаване, заради което той се превръща понякога и в обект на критика. Например през 1997 г., когато отхвърля проекта да се преведе монографията на Ерик Хобсбом „Векът на крайностите“ (1994), тъй като този автор бил „привързан към революционната кауза“. Нора обяснява, че контекстът на враждебността към комунизма във Франция е негостоприемен за такъв вид публикация, че „всички редактори“, независимо дали го харесват или не, са длъжни да вземат предвид идеологическата и интелектуална ситуация, в която са писали трудовете си“.
Нора също така е редактор на списание Анали (на френски: Annales) и на Journal of Contemporary History.

### Личен живот
Нора е сефарадски евреин. От 2012 г. живее с френската журналистка Ан Сенклер, бивша съпруга на политика Доминик Строс-Кан. Автобиографичните му книги Младост и Едно странно упорство излизат след като той е навършил 90 години.

## Признание и награди
- На 7 юни 2001 е избран за член на Френската академия
- Носител на Ордена на Почетния легион (2006)
- Доктор хонорис кауза на Московския университет (1998), Университета в Бордо (2003) и Университета в Сантяго де Чили (2006)
- През 2003 г. софийският Дом на науките за човека и обществото организира голяма конференция, посветена на Пиер Нора[3]

- 1975 – Награда на град Париж за история на киното
- 1988 – Награда „Клио“
- 1988 – Награда „Дидро“ (Prix Diderot-Universalis)
- 1991 – Награда „Луис Вайс“ на Националната библиотека (Prix Louise-Weiss de la Bibliothèque nationale)
- 1993 – Награда „Гобер“ на Френската академия
- 1993 – Голямата национална награда по история (Grand Prix national de l'histoire)
- 2011 – Награда „Жан Зе“
- 2012 – Награда „Монтен“[4].
- 2021 – Награда „Жан-Жак Русо“ за автобиографична книга (Младост)

### Монографии
- Les Français d'Algérie, с предговор от Шарл-Андре Жулиен, Paris: Julliard, 1961.
- „Ernest Lavisse: son rôle dans la formation du sentiment national“. – Revue historique, issue 463, 1962.
- Vincent Auriol. Journal du Septennat 1947 – 1954. Paris: Armand Colin, 1970 – 1979.
- Présent, nation, mémoire, Gallimard (Bibliothèque des histoires), Paris, 2011
- Historien public, Gallimard (Blanche), Paris, 2011

### Редакция и съставителство
- Faire de l'histoire, съсъставител заедно с Жак льо Гоф, Gallimard (Bibliothèque des histoires), Paris, 1974, 3 тома:
  - т. 1 Nouveaux problèmes,
  - т. 2 Nouvelles approches,
  - т. 3 Nouveaux objets.
- Les Lieux de mémoire, Paris: Gallimard (Bibliothèque illustrée des histoires), 3 тома[5]:
  - т. 1 La République (1984),
  - т. 2 La Nation (1986),
  - т. 3 Les France (1992)
- Essais d'ego-histoire, Gallimard, Paris, 1986. Автобиографични есета на седем големи историци: Морис Агульон, Пиер Шоню, Жорж Дюби, Раул Жирарде, Жак льо Гоф, Мишел Перо и Рене Ремон.
- De quoi l'avenir intellectuel sera-t-il fait, съсъставител заедно с Марсел Гоше, Paris, Gallimard (Le débat), 2010

### Публикации на български език
- Пиер Нора, Места на памет. Т.I: От републиката до нацията. София: Дом на науките за човека и обществото, 2005, 588 с. (ISBN 9549547214)
- Пиер Нора, Места на памет. Т.II: От архива до емблемата. София: Дом на науките за човека и обществото, 2005, 436 с.

### За Пиер Нора
- Около Пиер Нора: Места на памет и конструиране на настоящето. София: Дом на науките за човека и обществото, 2004, 384 с. (ISBN 9549567184)
- François Dosse, Pierre Nora. Homo historicus, Paris, Perrin, 2011.
- Philippe Poirrier, Les enjeux de l'histoire culturelle, Paris, Seuil, 2004.